# St. Elisabeth (Kallmünz)

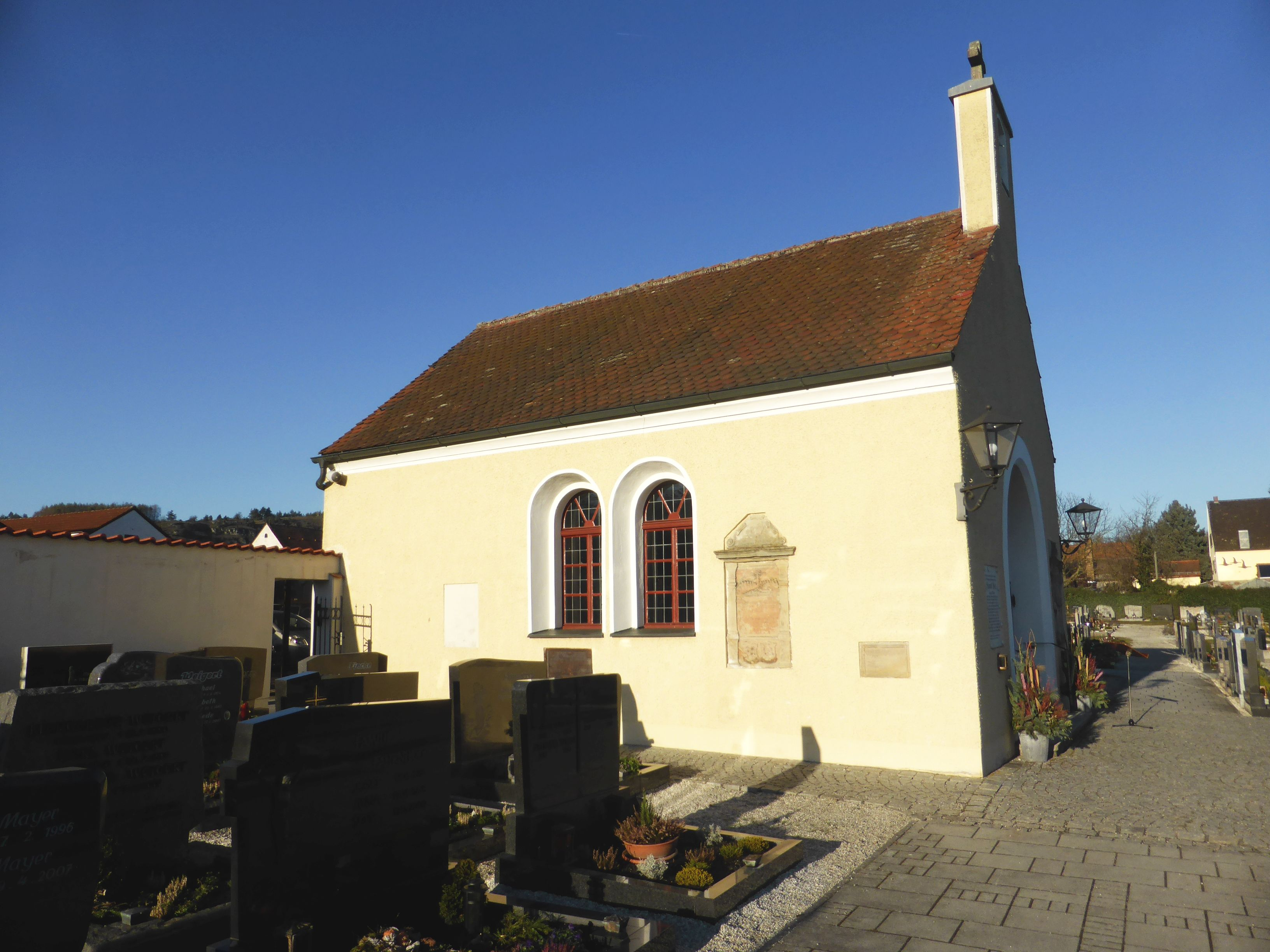
St. Elisabeth (Kallmünz)

Die römisch-katholische, denkmalgeschützte Friedhofskapelle St. Elisabeth steht in Kallmünz, einem Markt im Landkreis Regensburg der Oberpfalz. Sie ist dem Bistum Regensburg zugeordnet. Das Bauwerk ist unter der Denkmalnummer D-3-75-156-24 als Baudenkmal in die Bayerische Denkmalliste eingetragen.

## Beschreibung
Die 1891 erbaute Friedhofskapelle wurde der Elisabeth von Thüringen gewidmet. Sie besteht lediglich aus einem giebelständigen Langhaus, das mit einem Satteldach bedeckt ist. In der Wand im Südwesten ist außen neben den beiden Bogenfenstern ein Epitaph für den 1543 verstorbenen Herrn des Bertholzhofener Schlösschens eingemauert. Über der Fassade im Südosten, in der sich das Portal befindet, erhebt sich ein offener Glockengiebel. Im Innenraum befindet sich eine Tumba unter einem Baldachin. Das Bahrtuch wird von zwei Engeln gehalten.